# Ann Corio
Ann Corio, née Ann Cicoria le 29 novembre 1909 à Hartford, dans le Connecticut, et morte le 1er mars 1999 à Englewood, dans le New Jersey, était une célèbre ecdysiaste et une actrice burlesque américaine. Elle a changé son nom pour Corio à des fins scéniques mais également parce que certains membres de sa famille n’approuvaient pas sa profession.

## Biographie
Ann Corio est née à Hartford, Connecticut, elle fut l'une des douze enfants de parents immigrés italiens. Alors qu’elle n'était encore qu'adolescente, la beauté d'Ann Corio et son physique harmonieux lui valurent des rôles de danseuse de séries musicales, ce qui l’a amenée à devenir une artiste striptease extrêmement populaire. Son apparition en tant qu'interprète vedette sur la scène burlesque a débuté en 1925, dans des théâtres tels que le célèbre Minsky's Burlesque (en) de New York et le vieux  Atheneum de Boston (en).

## Carrière
Après que le maire Fiorello La Guardia fermat les maisons burlesques de la ville de New York en 1939, Ann Corio se rendit à Los Angeles. Entre 1941 et 1944, elle apparut dans plusieurs films cinématographiques de série B produit à Hollywood qui la représentaient en tenue légère (le premier fut Swamp Woman en 1941), dont le plus connu était peut-être la Jungle Siren de 1942 où elle donna la réplique à Buster Crabbe. En 1944, elle réalise Call of the Jungle et Sarong Girl. Un an plus tôt, Mme Corio fut invitée invitée à la radio pour l'émission The Adventures of Ellery Queen lors de l'épisode du 7 janvier intitulé The Adventure of the Singing Rat. À l’époque de la Seconde Guerre mondiale, elle est devenue l’une des pin-up volontaires du magazine YANK, qui a paru dans le numéro du 3 septembre 1943 de la publication hebdomadaire de l’Armée américaine.
Ann Corio eu une longue carrière et connu un grand succès en tant que danseuse sur scène. En 1962, elle a monté le spectacle nostalgique This Was Burlesque, qu'elle avait dirigé et dans lequel elle a également joué. En 1968, elle a écrit un livre portant le même titre. Sa renommée fut si durable que dans les années 1970, alors que Corio était depuis longtemps à la retraite et dans la soixantaine, elle fut deux fois l'invitée de l'émission The Tonight Show mettant en vedette Johnny Carson. Au cours de cette même période, elle a participé This Was Burlesque au circuit estival pendant plusieurs saisons. En 1981, le spectacle jouait Broadway dans l'ancien quartier latin, alors appelé Princess Theatre, et tentait de rivaliser avec le succès de Sugar Babies, qui se jouait à quelques rues de là. En 1985, elle monte le spectacle pour l'avant-dernière fois au centre-ville de Los Angeles, au Variety Arts Theatre, où elle n'a pas été couronnée de succès. Un an plus tard, le spectacle a donné lieu à un dîner-théâtre en Floride, où il ferma définitivement. 
Ann fut également à l'origine du succès de Lou Costello pour avoir lancé le comédien que nous connaissons aujourd'hui. Elle lui a donné son début sur son spectacle The Ann Corio Show.

## Mort
Résidant à Cliffside Park, New Jersey, Ann Corio meurt au Englewood Hospital and Medical Center de Englewood (New Jersey), le 1er mars 1999, à l'âge de 89 ans, d'une pneumonie,.